# قضیه فیروزبخت

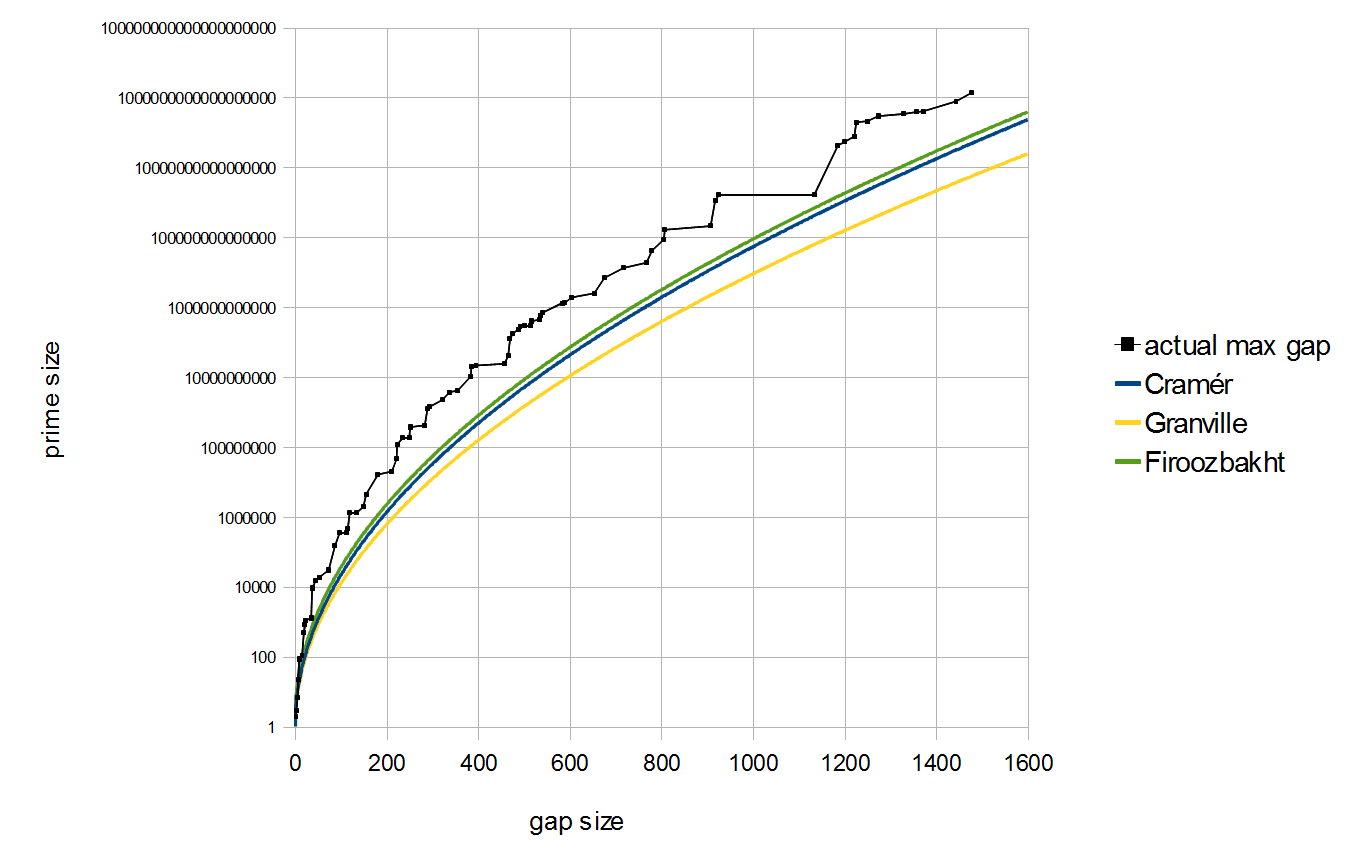
تابع شکاف اولیه

حدس فیروزبخت نام حدسی است در ریاضی در قسمت نظریه اعداد و توزیع اعداد اول که توسط فریده فیروزبخت استاد دانشگاه اصفهان در سال ۱۹۸۲ مطرح شده است.

## حدسیه
حدس بیان می کند که {\displaystyle p_{n}^{1/n}}  یک تابع کاملاً کاهشی از n است، یعنی:
{\displaystyle {\sqrt[{n+1}]{p_{n+1}}}<{\sqrt[{n}]{p_{n}}}}  برای هر n≥۱
همچنین:
{\displaystyle p_{n+1}<p_{n}^{1+{\frac {1}{n}}}}  برای هر n≥۱
(مراجعه شود به:  A182134,  A246782)
فریده فیروزبخت با استفاده از جدول شکاف اعداد اول حدس خود را تا ۴٫۴۴۴‎×۱۰۱۲ تأیید کرد. اکنون با جداول گسترده تر از شکاف اعداد اول، این حدس برای همه اعداد اول زیر 264 ≈ ۱٫۸۴×۱۰۱۹ تأیید شده است.
اگر این حدسیه درست باشد آنگاه حدس کرامر نیز درست خواهد بود:
{\displaystyle g_{n}<(\log p_{n})^{2}-\log p_{n}\qquad {\text{ for all }}n>4.}
علاوه بر این:
{\displaystyle g_{n}<(\log p_{n})^{2}-\log p_{n}-1\qquad {\text{ for all }}n>9,}
(مراجعه شود به:  A111943)

این یکی از قوی ترین کرانه های بالایی است که برای شکاف های اعداد اول حدس زده شده است، حتی تا حدودی قوی تر از حدس های کرامر و شانکس. این دلالت بر شکلی قوی از حدس کرامر دارد و از این رو با اکتشافات اندرو گرانویل، پینتز و مایر سازگار نیست که نشان می دهد که {\displaystyle g_{n}>{\frac {2-\varepsilon }{e^{\gamma }}}(\log p_{n})^{2}\approx 1.1229(\log p_{n})^{2}} به طور بی نهایت اغلب برای هر {\displaystyle \varepsilon >0} رخ می دهد، جایی که {\displaystyle \gamma } نشان دهنده ثابت اویلر–ماسکرونی است.
دو حدس مرتبط دیگر {\displaystyle \left({\frac {\log(p_{n+1})}{\log(p_{n})}}\right)^{n}<e} و {\displaystyle \left({\frac {p_{n+1}}{p_{n}}}\right)^{n}<n\log(n)\qquad {\text{ for all }}n>5} هستند، که اولی که ضعیف تر و دومی قوی تر است.
(مراجعه شود به:  A182514)

## مطالعه بیشتر
- قضیه اعداد اول
- حدس لژاندر
- حدس کرامر